# Carl Romer

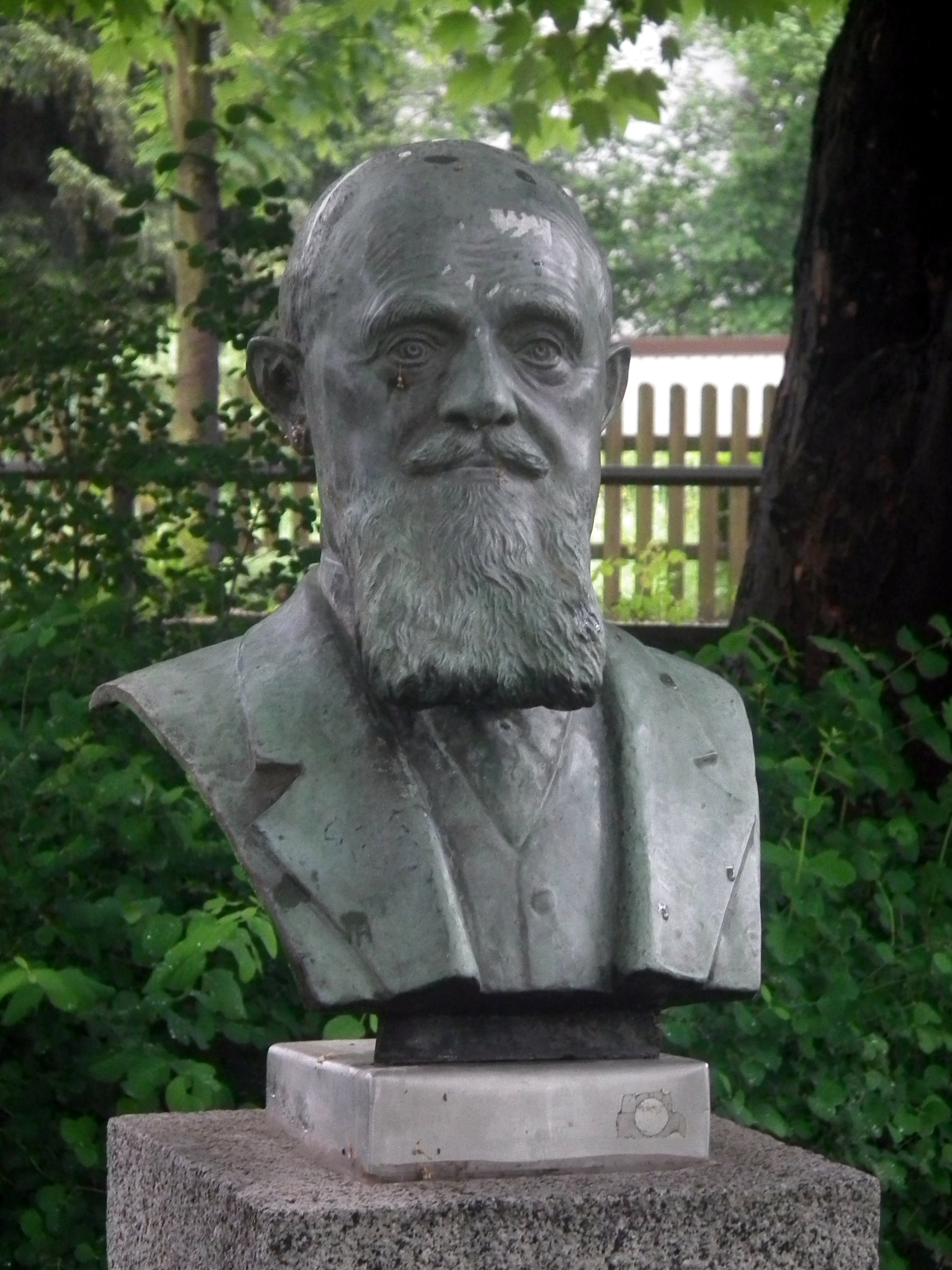
Denkmal für Carl Romer in den Grünanlagen vor der Karrasburg, dem Stadtmuseum Coswigs

Carl Sigismund Romer (* 6. Juli 1872 in Leisnig; † 13. August 1949 in Coswig) war ein Gärtnereibesitzer, Gemeinderat und Ehrenbürger von Coswig (in Sachsen).

## Leben
Romer erlernte den Beruf eines Gärtners und machte sich nach den obligatorischen beruflichen Wanderjahren 1895 in Coswig selbständig.
An der „Dresden-Meissner-Chaussée“ erwarb Romer eine bereits bestehende Gärtnerei, die er in den folgenden Jahren nicht nur flächenmäßig erweiterte, sondern auch mit modernen Gewächshäusern und Gewerberäumen bebaute. Die Straße, die durch die Gärtnereivergrößerung entstand und von Romer finanziert wurde, erhielt 1907 seinen Namen.
Er spezialisierte sich neben der Produktion von Eriken, Hortensien und Gummibäumen auf die Züchtung von seltenen Zierpflanzen, die seine Gärtnerei weit über Coswigs Grenzen bekannt machte. So exportierte er bereits vor dem Ersten Weltkrieg Ardisia crenulata (eine Zimmerpflanze mit roten Beeren) in hohen Stückzahlen bis nach Amerika. Auch die Araukarie, eine Zimmertanne, wurde von der Gärtnerei Romer gezüchtet.

### Ehrenämter und Nebentätigkeiten
Neben seiner erfolgreichen gärtnerischen Tätigkeit erwarb sich Romer in den ersten drei Jahrzehnten des 20. Jahrhunderts große Verdienste durch eine Vielzahl ehrenamtlicher Tätigkeit in Gremien des sächsischen Gartenbaus. Er war
- Mitglied der Fachkammer für Gartenbau beim Landeskulturrat in Dresden,
- Vorsitzender des Landesanerkennungs-Ausschusses für Lehrgärtnereien,
- Vorsitzender des Landesgehilfenprüfungs-Ausschusses und Mitglied mehrerer Arbeitsausschüsse der Kammer.

Über 20 Jahre lang war er
- Vorsitzender des Landesverbandes Sachsen im Reichsverband des Deutschen Gartenbaus und
- Obmann der Bezirksgruppe Meißner Land.

Romer gründete die Sterbekasse der sächsischen Gärtner und verwaltete sie bis zu deren Übergang in die Sterbekasse des deutschen Gartenbaus. 1932 würdigte die sächsische Gartenbaufachkammer Romers Verdienste um den sächsischen Gartenbau mit der Verleihung ihrer höchsten Auszeichnung, dem Goldenen Ehrenzeichen.
Ebenso aktiv arbeitete Romer in seinem Heimatort Coswig in verschiedenen politischen Ämtern mit. Dreißig Jahre, von 1902 bis 1932, war er Gemeindeverordneter. Romer war stellvertretender Bürgermeister und Gemeindeältester. Für seine großen Verdienste wurde er 1932 zum Ehrenbürger der Gemeinde Coswig ernannt. Carl Romer starb am 13. August 1949 in Coswig. Sein Grab ist auf dem neuen Coswiger Friedhof zu finden. Eine Büste Romers, die sich einst auf dem Gelände seiner Gärtnerei befand, steht jetzt in den Grünanlagen vor der Karrasburg, dem Stadtmuseum Coswigs.

### Romers Erbe
Romers Tochter, Johanna Lina Schmidt, führte nach seinem Tod die Gärtnerei, die inzwischen eine Größe von ca. 1,9 ha Land, 1,2 ha beheizbare Gewächshausfläche und 1,1 ha Frühbeete hatte, bis 1972 weiter. Es erfolgte die Übernahme des bis dahin privaten Gartenbaubetriebes in die Gärtnerische Produktionsgemeinschaft (GPG) „Moorbeetkulturen“ Coswig, die bis zur politischen Wende produzierte. Heute ist die ehemalige Romer’sche Gärtnerei mit Wohnhäusern und einer Tankstelle bebaut.